# Markus Zimmermann
Pour les articles homonymes, voir Zimmermann.
Markus Zimmermann, né le 4 septembre 1964 à Berchtesgaden, est un bobeur allemand.

## Carrière
Markus Zimmermann participe à quatre Jeux olympiques. En 1992 à Albertville, il est médaillé d'argent en bob à deux avec Rudi Lochner. Aux Jeux olympiques de 1994 à Lillehammer, il termine au pied du podium en bob à deux, toujours avec Lochner. En 1998 à Nagano, il est sacré champion olympique de bob à quatre avec Christoph Langen, Marco Jakobs et Olaf Hampel, et remporte la médaille de bronze en bob à deux avec Langen. Enfin, aux Jeux olympiques de 2002 à Salt Lake City, il remporte un dernier titre olympique en bob à deux avec Christoph Langen.
Pendant sa carrière, Markus Zimmermann remporte également huit médailles dont cinq d'or aux championnats du monde.

## Palmarès

### Jeux Olympiques
- : médaillé d'or en bob à 2 aux JO 2002.
- : médaillé d'or en bob à 4 aux JO 1998.
- : médaillé d'argent en bob à 2 aux JO 1992.
- : médaillé de bronze en bob à 2 aux JO 1998.

### Championnats monde
- : médaillé d'or en bob à 2 aux championnats monde de 1991, 1996 et 2000.
- : médaillé d'or en bob à 4 aux championnats monde de 1996 et 2001.
- : médaillé d'argent en bob à 4 aux championnats monde de 2000.
- : médaillé d'argent en bob à 4 aux championnats monde de 1999 et 2004.